# Fairey Rotodyne
El Fairey Rotodyne fue un girodino, híbrido entre un helicóptero y un avión, diseñado y construido a fines de la década de 1950 por la empresa británica Fairey Aviation. Aunque se trataba de una aeronave innovadora orientada hacia el mercado civil y militar, terminó siendo un fracaso comercial. Era un desarrollo bastante más sofisticado y ambicioso que el anterior Gyrodyne, el cual había establecido un récord de velocidad para un helicóptero.
El Rotodyne poseía un rotor impulsado por pequeños motores jet ubicados en los extremos de cada una de sus cuatro aspas, que quemaban una mezcla de  combustible y de aire comprimido (este último proveniente de los motores turbohélice ubicados en las alas). El rotor era mecánicamente impulsado para los despegues verticales, los aterrizajes y el vuelo estacionario (hovering), así como durante el vuelo de transición de baja velocidad. No obstante, entraba en un régimen de autorrotación (como un autogiro convencional) durante el vuelo a altura y velocidad crucero, momento en el que toda la potencia era aplicada para que las dos hélices laterales generasen el impulso necesario hacia adelante.
Aunque se trataba de un concepto prometedor y que resultó totalmente exitoso durante sus vuelos de prueba experimentales, el proyecto Rotodyne fue finalmente cancelado cuando una combinación de política y falta de pedidos por parte de las aerolíneas terminaron condenando el proyecto.

## Diseño y desarrollo

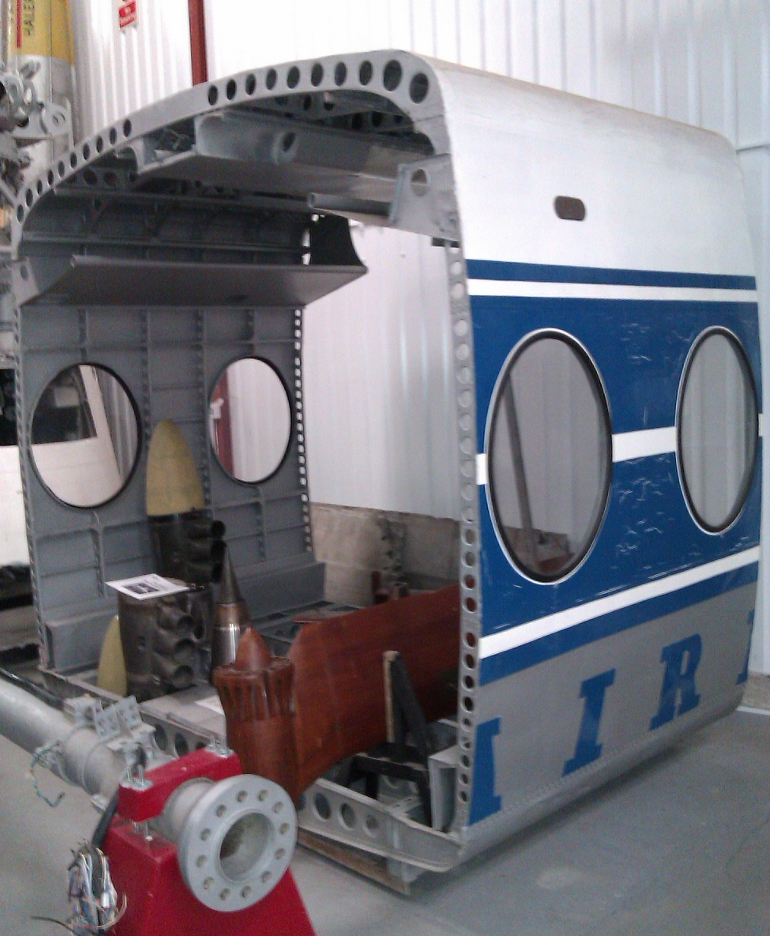
Sección del fuselaje del prototipo del Fairey Rotodyne

Fairey desarrolló el Fairey Gyrodyne, un nuevo tipo de aerodino de rotor único por derecho propio, diferente de un helicóptero y de un autogiro propiamente dichos. Teniendo poco en común con el Rotodyne posterior, fue caracterizado por su inventor, el Dr. J.A.J. Bennet, anteriormente jefe técnico de la antigua compañía Cierva Autogiro Company como una aeronave intermedia diseñada para combinar la seguridad y simplicidad de un autogiro con la conveniente habilidad de vuelo estacionario típica de un helicóptero. Se trataba de un helicóptero que sustituía el clásico rotor antipar por una hélice montada asimétricamente en el extremo de una corta ala que, además generaría sustentación reduciendo la carga del rotor. En ese sentido, sería una antecesor de los convertiplanos como las aeronaves estadounidenses Bell XV-15 o el Bell-Boeing Osprey, aunque naturalmente no se trataba de un concepto tan radical como el del rotor basculante. Este, durante todas las fases de vuelo, operaba con una función automatizada de inclinación colectiva (collective pitch) de las aspas, mientras la hélice montada a cada lado de la aeronave cumpliría la doble función de impulsarla hacia adelante y corregir el torque causado por el rotor (evitando de esa manera la necesidad de un eventual rotor de cola para hacer ese último trabajo).
El FB-1 estableció una plusmarca mundial de velocidad en 1948, pero un accidente fatal debido al fallo de una tuerca de sujeción de una de las aspas terminó contribuyendo a la cancelación de aquel proyecto. El segundo FB-1 fue modificado para investigar el funcionamiento de un rotor con propulsión en los extremos de sus aspas, con dos motores de hélice ubicados en sendas aletas de la aeronave. Éste fue posteriormente renombrado Jet Gyrodyne, el cual a pesar de su nueva denominación, se trataba de un autogiro compuesto.
Fairey presentó varios diseños alternativos para su propuesto BEA Bus (British European Airways Bus), los cuales fueron revisados y mejorados durante los años siguientes. No obstante, el acceso a los motores para la realización de las eventuales tareas de mantenimiento seguía siendo dificultoso, tanto con los Rolls-Royce iniciales como con los posteriores Armstrong Siddeley
El Ministerio de Abastecimiento (Ministry of Supply) británico contrató en la 1953 la construcción de un prototipo, el cual tendría el número de serie XE521. Esto inicialmente permitió contar con el muy conveniente financiamiento por parte del gobierno británico, el cual ascendía a unas cinco millones de esterlinas.
El Rotodyne tenía un gran rotor de cuatro aspas y dos motores turbohélice (turboprop) Napier Eland N.E.L.3 montados sobre cada una de sus pequeñas alas fijas. Durante las etapas de despegue y de aterrizaje, el rotor era potenciado por pequeños jets en los extremos de sus palas, potenciados por compresores activados mediante un embrague que los engranaba a los motores principales. El aire comprimido producido era mezclado con el combustible y quemado. Debido a que se trataba de un sistema de hélice sin par, no se necesitaba de un sistema corrector del mismo (función realizada por el rotor de cola en los helicópteros convencionales). No obstante, el ángulo de inclinación de las hélices (propeller pitch) era controlado por los pedales del timón, para otorgarle estabilidad a la aeronave a baja velocidad. Los dos motores proveían de empuje durante el vuelo de transición, mientras el rotor autorrotaba (es decir, giraba no por acción de su motor sino por la del viento generado, como en un autogiro). La cabina del piloto incluía una palanca (pitch lever) de control cíclico y colectivo, al igual que en el caso de un helicóptero convencional.
Desde el punto de vista económico, mientras que el prototipo estaba siendo construido, el cada vez menor financiamiento del programa alcanzó un punto crítico. Los recortes de los gastos por parte del Ministerio de Defensa del Reino Unido quitaron una parte importante -y hasta crítica- del financiamiento del proyecto, dejando el peso de los costos en el fabricante y en los eventuales compradores civiles del Rotodyne. El gobierno británico acordó seguir con la financiación del mismo solamente si, entre otras especificaciones requeridas, Fairey y Napier (a través de su casa matriz English Electric) contribuían a los costos de desarrollo del Rotodyne y del motor Eland respectivamente.

## Vuelos de prueba y evaluación posterior
Debido a que J.A.J. Bennett había abandonado Fairey para unirse a la californiana Hiller Helicopters, el desarrollo del prototipo del Rotodyne fue asumido por el doctor George S. Hislop. La aeronave realizó su vuelo de bautismo el 6 de noviembre de 1957, a los mandos del piloto de pruebas y líder de escuadrón W Ron Gellatly y por su asistente,  el teniente John G.P. Morton.
La primera transición exitosa desde el vuelo vertical a horizontal y viceversa fue lograda el 10 de abril de 1958. El Rotodyne estaba teniendo un rendimiento de acuerdo con las expectativas que de él se tenían. Por ejemplo, el 5 de enero de 1959 estableció una marca mundial para la categoría de los “convertiplanos”, correspondiente a una velocidad de 307,2 km/h sobre un circuito cerrado de unos 100 kilómetros.. Además de ser rápida, la aeronave ofrecía una muy interesante característica de seguridad: podía volar con sólo uno de sus motores de hélice, realizando varios aterrizajes demostrativos actuando como autogiro.
El prototipo fue demostrado varias veces en el británico Farnborough Air Show y en su contraparte parisina de Le Bourget (Salon International de l'Aéronautique et de l'Espace), las dos principales exhibiciones aéreas occidentales, ante los generalmente asombrados espectadores.
El impulso del Rotodyne en el extremo de las aspas de su rotor hacía que su rendimiento fuese bastante mejor que los helicópteros convenciones y otras formas de “convertiplanos” o aeronaves de rotores inclinados o basculantes (tilt-rotor aircraft) que estaban siendo concebidas durante aquellos años. La aeronave podía volar a 175 nudos (324 km/h) y realizar giros ascendentes abruptos, sin demostrar ninguna característica de vuelo adversa durante sus pruebas de pilotaje.
En algunos de los principales países (sobre todo en Europa Occidental y eventualmente también en ambas costas de los Estados Unidos) había un interés creciente en el transporte directo interurbano de pasajeros, en distancias de -a los sumo- unos pocos cientos de kilómetros. De hecho, dada la autonomía y capacidad del Rotodyne, su mercado potencial estaba en el transporte regional de media distancia, actuando como una suerte de “autobús aéreo”. La idea original era que despegase verticalmente desde un pequeño helipuerto convencional intra-urbano, con la fuerza de elevación o de sustentación inicial proveniente de su rotor (y la de éste, a partir del impulso generado por los motores jet de los extremos de sus aspas). Y una vez que alcanzase la velocidad suficiente, toda su potencia de sus motores sería transferida a las hélices, mientras que el rotor entraba en régimen de autorrotación.
En este modo de vuelo, la inclinación colectiva (collective pitch) de las aspas del rotor -y por ende el arrastre y fricción generados por esta- sería reducida, ya que las alas brindarían hasta la mitad de la sustentación necesaria para mantener en vuelo a la aeronave. El Rododyne volaría a velocidades crucero del orden los 150 nudos (unos 280 km/h) en sus eventuales viajes interurbanos (por ejemplo, en una hipotética ruta Londres-París y viceversa), donde el sistema de impulso del rotor sería nuevamente reactivado durante la fase de aterrizaje, para así poder hacerlo verticalmente y sin inconvenientes en el centro de la ciudad de destino. Una vez aterrizado y “aparcado”, las aspas de su rotor -al igual que lo que sucede con los helicópteros más grandes- se arquearían hacia abajo, ocupando por o tanto un menor espacio. Para evitar golpear el estabilizador vertical durante la etapa de despegue, las puntas de estas aletas tenían un ángulo hacia abajo respecto de la horizontal. Solamente se elevaban una vez que el rotor había entrado en pleno régimen rotacional, incrementado suficientemente sus revoluciones.
La aerolínea British European Airways inicialmente anunció que estaba interesada en la adquisición de seis aeronaves, con una opción adicional de hasta veinte de ellas. Por su parte, la Real Fuerza Aérea británica ordenó doce (12) aeronaves de la versión de transporte militar. Por su parte la aerolínea local New York Airways llegó a firmar una carta de intención respecto de la compra de cinco aeronaves, con la opción de adquirir algunas más en el futuro según el rendimiento efectivo que demostrasen.
Además, el Ejército de los Estados Unidos (US Army) estaba interesado en la compra de nada menos que de doscientos (200) Rotodynes del tipo Y, posibilidad que -de haberse concretado- le habría dado un impulso más que definitivo a todo el programa. Estos habrían sido fabricados en la localidad de Bloomfield (estado de Connecticut) por Kaman Helicopters, empresa que poseía la licencia de Fairley en los EE. UU.. Una vez más, otro decisivo apoyo gubernamental parecía estar al alcance, pero éste lamentablemente no terminaría prosperando.
Por su parte, órdenes civiles en particular dependían en cierto punto de que asuntos relacionados al ruido fuesen resueltos de forma satisfactoria, en especial teniendo en cuenta los eventuales vuelos de los Rotodynes sobre las zonas céntricas de ciudades como Londres, París o Nueva York. Una vez solucionado este inconveniente relativamente menor, el fabricante estimaba que la aerolínea British European Airways (BEA) confirmaría sus pedidos tentativos, transformándolos en órdenes en firme.

### Cancelación del programa
En 1959, el gobierno británico, buscando recortar costos, decretó que el número de firmas aeronáuticas involucradas en el proyecto debía ser reducido en pos de la eficiencia, y adelantó sus expectativas en favor de la realización de algunas fusiones entre algunas de las compañías fabricantes de aeronaves y de motores de aviación. Por otro lado, mediante la postergación o hasta “retención” de los contratos de defensa, las autoridades gubernamentales pretendían forzar esa situación. Fairey Aviation (que por entonces era la división de helicópteros de Bristol) y Saunders-Roe fueron reincorporadas a Westland.
El diseño más grande podría transportar entre 57 y 75 pasajeros(un poco menos que un jet regional con motores turbohélice (turboprop) Rolls-Royce Tyne de 3910 kW (unos 5250 SHP). Estos le permitirían volar a una velocidad crucero de unos 200 nudos (unos 370 km/h). Asimismo, podía transportar unas siete (7) toneladas métricas de carga e incluso algunos vehículos livianos del Ejército británico cabían dentro de su fuselaje.
Como problema adicional, los motores Tyne comenzaban a ser vistos como poco potentes para impulsar el modelo más grande. También se comunicó a la división de motores aeronáuticos de Rolls Royce que debían financiar el desarrollo del motor por sí mismos, sin esperar ayuda gubernamental al respecto. Sin embargo, el golpe de gracia que dio al traste con el proyecto vendría de otros lados, y por partida doble: Primero estaba el hecho de que la aerolínea BEA (British European Airways) no realizó los pedidos en firme por los que aparentemente había estado interesada inicialmente. Por otro lado, las órdenes de la versión militar de la aeronave también fueron canceladas, ya que los esperados y “salvadores” pedidos por parte de la RAF finalmente no se materializaron; ésta no estaba muy interesada en el diseño híbrido del Rotodyne, máxime en un período histórico de plena Guerra Fría en el que los militares británicos, como aliados secundarios de los estadounidenses, estaban más interesados en el desarrollo de armas nucleares para disuadir a la por entonces amenazante Unión Soviética.
La financiación del Rotodyne finalmente fue cancelada a comienzos de 1962. La dirección corporativa de Westland llegó a la conclusión de que no valía la pena la inyección de dinero adicional requerida para que el Rotodyne entrase definitivamente en la etapa producción.
Luego de que el programa hubo sido forzosa y definitivamente finalizado, el Rotodyne (el cual después de todo era propiedad del gobierno británico) fue desmantelado y destruido en gran parte, de la misma manera que lo había sido el Bristol Brabazon.

### Análisis
La gran crítica hacia el Rotodyne provenía del ruido generado por los pequeños motores jet de los extremos de sus aspas. No obstante, éstos solo funcionaban a máxima potencia durante unos pocos minutos, en cada etapa de despegue -cuando debían contribuir a levantar el “peso muerto” de la aeronave- así como en la fase de aterrizaje. No obstante, el piloto de pruebas Ron Gelattly realizó dos vuelos sobre el área central de Londres, así como varios despegues y aterrizajes desde el helipuerto londinense de Battersea, sin que se registrasen quejas al respecto.
También estaba en proceso un programa de reducción de ruidos, el cual había logrado reducir el sonido a unos deseables 96 dB, desde una distancia de unos 180 metros. (es decir, un nivel menor al generado por un tren subterráneo del London Underground). Incluso antes de ser definitivamente cancelado, se le habían instalado unos silenciadores en los conductos de salida de sus motores, lo que permitía reducir su sonido en aún mayor medida. A fin de cuentas, fue la falta de financiamiento suficiente y no el excesivo ruido lo que terminó matando al proyecto del Rotodyne.
Solamente varios años después sería reflotado el interés en el transporte interurbano directo, pero esta vez realizado por aeronaves más convencionales, como el helicóptero Bell/Augusta BA609 y el Carter Copter.
Por su parte, la empresa Groen Brothers Aviation está desarrollando técnicas específicas destinadas a la conversión de diseños aeronáuticos probados en girodinos.

## Especificaciones (Rotodyne «Y»)
Referencia datos: Let Let Let Warplanes

### Características generales
- Tripulación: 2 (piloto y copiloto)
- Capacidad: 40 pasajeros
- Longitud: 17,9 m (58,7 ft)
- Diámetro rotor principal: 27,4 m (90 ft)
- Envergadura: 27,9 m (91,5 ft)
- Altura: 6,8 m (22,2 ft)
- Área circular: 591 m²
- Peso cargado: 15.000 kg
- Peso máximo al despegue: 17.000 kg
- Planta motriz:
  - 4× reactores de combustión de combustible/aire comprimido en los extremos de cada aspa del rotor .
    - Empuje normal: 4,5 kN (454 kgf; 1001 lbf) de empuje cada uno.

  - 2× motores turbohélice Napier Eland Rolls-Royce Tyne.
    - Potencia: 2237 kW (3000 HP; 3042 CV) cada uno.

### Rendimiento
- Velocidad máxima operativa (Vno): 307 km/h (191 MPH; 166 kt)
- Alcance: 724 km (391 nmi; 450 mi)
- Radio de acción: km
- Alcance en combate: km
- Alcance en ferry: km
- Carga del rotor: 25 kg/m²
- Potencia/peso (hélice): 280 W/kg